# 슈퍼 마리오 월드 (애니메이션)
《슈퍼 마리오 월드》(Super Mario World)는 미국의 텔레비전 애니메이션이다. 딕 엔터테인먼트가 제작한 세 번째이자 마지막 《마리오》 기반 텔레비전 애니메이션이다. 당시 최신 비디오 게임 《슈퍼 마리오 월드》을 소재로 삼았으며 NBC의 애니메이션 《캡틴 N: 더 게임 마스터》 편성에 "캡틴 N과 뉴 슈퍼 마리오 월드"라는 제목으로 포함하는 형태로 방송됐다. 1991년 9월 14일부터 1991년 12월 7일까지 총 13화가 방영됐다.
전작 《디 어드벤처스 오브 슈퍼 마리오 브라더스 3》의 영어 성우진이 유지됐다. 작화는 퍼시픽 림 프로덕션스가 담당했다.

## 가정 매체
- 워커 분: 마리오 역[1]
- 토니 로사토: 루이지 역[2]